# Plique-à-jour
Plique-à-jour é uma técnica de produção de esmaltes translucentes, dentro do campo das artes decorativas, que cria uma estrutura aberta e reluzente, feita através do molde individual dos pequenos compartimentos do metal.
Popular em meados do século XIX, esta técnica requer muita habilidade, principalmente na criação de uma filigrana no metal e na aplicação posterior de brilhantes cores vidradas sobre a superfície. O trabalho de René Lalique e Peter Carl Fabergé tornaram esta técnica de molde de metal e aplicação de esmalte popular na Europa.